# Betriebsmittelbedarf
Als Betriebsmittelbedarf im Arbeitsstudium definiert REFA die Betriebsmittelkapazität, die zur Durchführung von Arbeitsaufgaben qualitativ und quantitativ erforderlich ist. Sie wird beschrieben durch Art und Anzahl der benötigten Betriebsmittel sowie durch den Zeitpunkt (Termin) und die Dauer des Bedarfs, bei nicht ortsgebundenen Betriebsmitteln zudem den Ort des Einsatzes.
Weicht die verfügbare Kapazität auf den Betriebsmitteln (Betriebsmittelbestand) dauerhaft vom Betriebsmittelbedarf ab, muss die Kapazität durch Betriebsmittelfreistellung oder Betriebsmittelbeschaffung angepasst werden. Neben dem Kauf eines weiteren Betriebsmittels sind Leasing und Miete weitere Optionen. Eine Betriebsmittelfreistellung kann auch durch eine Stilllegung neben Verschrottung oder Verkauf erfolgen.
Kurzfristige (operative) Maßnahmen zur Abstimmung von verfügbaren und erforderlichen Kapazitäten werden Kapazitätsabgleich genannt (Siehe auch: Arbeitsvorbereitung). Hier wird zwischen technologischem und zeitlichem Abgleich unterschieden.
Technologischer Abgleich durch:
1. Auswärtsvergabe (des Auftrages)
2. zeitliche Umschichtung
3. Auftragstreckung

Kapazitätsabgleich durch zeitliche Umschichtung

4. Ausweichen auf andere (ungeeignetere) Betriebsmittel
5. Kombination aus Strecken und Ausweichen

Zeitlicher Abgleich durch:
1. Überstunden und Zusatzschichten
2. Überstunden an Sonn- und Feiertagen
3. Aushilfspersonal
4. Auswärtsvergabe von Aufgaben